# 臺灣茶藝
| \| 本條目屬於 臺灣系列 \| |
| 前往臺灣主題頁 |
| 臺灣概況 - 經濟 • 政治 • 法律 • 人權 • 能源 • 交通 行政區劃 • 城市 • 政府 • 政黨 • 選舉 • 總統 • 外交 軍事 • 族群 • 人口 • 公民 • 原住民族 • LGBT權益 臺海現狀 • 臺灣問題 |
| 臺灣文化 （總覽） - 文學 • 料理 • 茶藝 • 小吃 • 夜市 • 郵票 建築 • 語言 • 宗教 • 葬禮 • 古蹟 • 遺址 • 國寶 民俗文物 • 節日 • 教育 • 體育 • 媒體 • 眷村 文化活動 • 觀光 • 購物中心 • 百貨公司 世界遺產潛力點 • 歷史建築百景 • 流行文化                                                    |
| 臺灣藝術 （總覽） - 音樂 • 漫畫 • 動畫 • 電影 • 攝影 • 舞蹈 戲劇 • 臺劇 |
| 臺灣地理 （總覽） - 天文 • 氣候 • 地質 • 地震 • 斷層 • 火山 • 生態 濕地 • 山峰 • 山脈 • 湖泊 • 水庫 • 河流 • 溫泉 島嶼 • 海岸 • 特殊生物 • 保育生物 • 生態環境 自然保護區 • 國家公園 • 森林遊樂區 縣市級風景特定區 • 直轄市級風景特定區 國家級風景特定區                                 |
| 臺灣歷史 （詳細） - 史前時期(-1624)↓理蕃政策(1933) 原住民聯盟與政權↓奧蘭治城包圍戰(1662)↓澎湖海戰(1683)↓馬關條約(1895)↓日本投降(1945) 荷屬福爾摩沙/西屬艾爾摩莎 鄭氏政權清治時期 日治時期 戰後時期 │1624│1649│1674│1699│1724│1749│1774│1799│1824│1849│1874│1899│1924│1949│1974│1999│2024 |
| 閱 • 論 • 编 |
| 本條目屬於 臺灣系列 |

台灣茶藝指臺灣獨自發展形成的儀式化的泡茶與飲茶技藝，和其他漢字文化圈地區茶儀式一樣，都是以品茶為主而發展出來的特殊文化，大約在1970年代後期開始形成。

## 名稱
茶藝一詞正式定名於1970年代後期，由臺灣茶藝愛好者命名。此名字的採用是經過討論，以區分於源自日本的茶道，並從通俗而易於被大眾接受的角度出發。

## 歷史
臺灣清治時期人口以閩南裔台灣人為多數，儀式化喝茶主要是閩南式工夫茶。1970～1980年代台灣經濟起飛，人們對於生活與飲食有了新的追求，茶藝館便在此時興起。茶藝館一方面受工夫茶影響，一方面在內部擺設、美感基調深受融入日本禪宗文化的茶道影響，成為台灣獨特的人文景觀，也代表台灣多元文化融合的精神。